# Little Baby
"Little Baby" blev skrevet af Willie Dixon, og Howlin' Wolf indspillede den i 1962 til sit album af samme navn: Howlin' Wolf.
The Rolling Stones indspillede også denne sang, til deres live album fra 1995 Stripped.
Keith Richards fortalte om sangen i 1995:” Mick kom bare op med den. Vi hoppede bare ud i det, en indspilning. Derefter indså vi at det er Willie Dixon; Howlins Wolf indspillede den originalt, men det er en Willie Dixon sang. Vi indså at den var en slags variation af ”My Baby”, som Willie også havde skrevet… Det føltes rigtig. Desuden har vi aldrig gjort det før, og vi ville have et par af numrene ikke skulle være genindspilninger, ligesom ”Like a Rolling Stone”. Vi indspillede den bare og, pludseligt, i sidste øjeblik, fandt vi ud af at vi manglede to sange så den kom på .”
Til indspilningen var følgende. Jagger sang, mens Richards og Ron Wood spillede guitarerne. Trommerne blev spillet af Charlie Watts, mens Darryl Jones spillede bass. Chuck Leavell spillede keyboard.

### Fodnote
1. ↑  Little Baby
2. ↑  Little Baby